# Felix Robrecht
Felix Robrecht  (* 18. Mai 1994 in Berlin) ist ein deutscher Fußballspieler.

## Karriere
Robrecht hatte bei Werder Bremen in der B- und A-Jugend ab 2009 insgesamt 55 Spiele bestritten und fünf Tore geschossen. Er wechselte im Sommer 2012 von Bremen zu Rot-Weiß Erfurt. Dort spielt er vor allem in der A-Jugend, hatte aber auch zwei Einsätze bei den Profis in der Drittligasaison 2012/13. Nachdem er in der folgenden Spielzeit 2013/14 nur noch bei der Zweiten Mannschaft der Erfurter gespielt hatte, wurde er im August 2013 an die Sportfreunde Siegen in die Regionalliga West verliehen. Robrecht kehrte im Januar 2014 nach Erfurt zurück, von wo aus er wiederum für die Rückrunde an den Thüringer Regionalligisten ZFC Meuselwitz weiterverliehen wurde. 2014/15 gehörte Robrecht zum FSV Wacker 90 Nordhausen, wo er nicht in der Regionalliga Nordost eingesetzt wurde. Zum Saisonende verließ er den Regionalligisten, um sich Hertha Zehlendorf anzuschließen. Zur Spielzeit 2017/18 schloss sich Robrecht für ein Jahr dem früheren Bundesligisten Tennis Borussia Berlin in der Fußball-Oberliga Nordost an.